# Jardín de los Boticarios

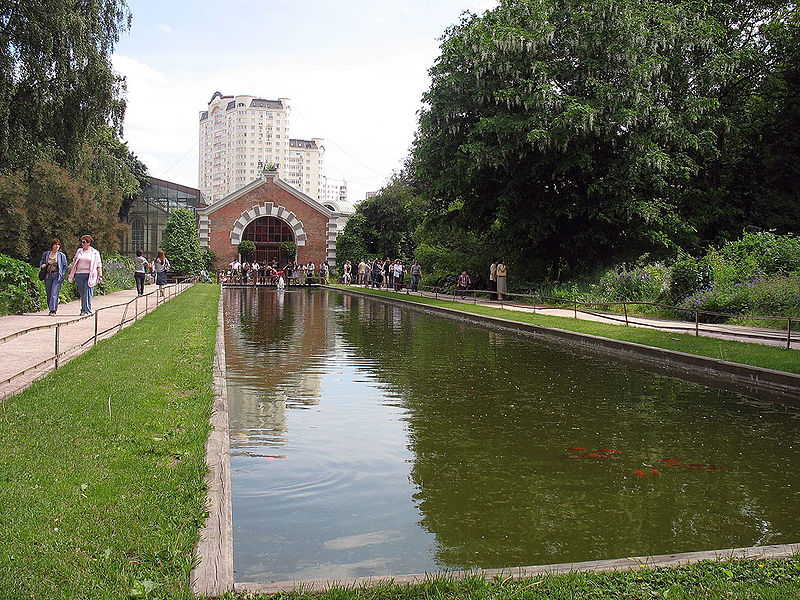
Estanque en el Jardín de los Boticarios de Moscú en el verano del 2008.

El Jardín Botánico de la Facultad de Biología de la Universidad Estatal de Moscú "Jardín Boticario" o Jardín Boticario o simplemente Jardín de los Boticarios (en ruso: Филиал Ботани́ческого сада биологического факультета МГУ «Апте́карский огоро́д») es un jardín botánico con una extensión de unas 6 hectáreas en el centro de Moscú, es uno de los parques más antiguos de Moscú. Tiene como jardín botánico subsidiario el Jardín Botánico Lomonósov administrado por la Universidad Estatal de Moscú. Es miembro del BGCI, y presenta trabajos para la « Agenda Internacional para la Conservación en los Jardines Botánicos ». Su código de reconocimiento internacional como institución botánica, así como las siglas de su herbario es MW. 

## Localización
En el centro de la ciudad de Moscú, en la Avenida de la Paz.
Аптекарский огород-Moscow State University Botanical Garden, University Apothecaries Garden, Prospect Mira, 26, 129090 Moscow-Moscú, Russian Federation-Rusia.55°46′42.18″N 37°38′8.93″E / 55.7783833, 37.6358139.

## Historia del Parque
El jardín fue fundado en 1706 en lo que entonces era la periferia norte de Moscú (de la torre Sukharev ) todavía  de Pedro I. Debajo de las paredes del Kremlin a este lugar se trasladó el jardín para el cultivo de plantas medicinales, es decir que originariamente era un «jardín de simples», de ahí el nombre por el que se le reconoce. 
Uno de los directores del Jardín Boticario (de 1735 a 1742) fue Traugott Gerber ( 1710 - 1743 ), médico alemán, botánico y explorador (género homónimo de plantas perennes de Sudáfrica  Gerbera). 
El jardín perteneció originalmente a los boticarios, a continuación, al hospital de Moscú, y a finales del siglo XVIII, se dirigió a la intervención quirúrgica de la Academia Médica. El 1 de abril de 1805, después de trasladarse la Academia a San Petersburgo, el jardín fue adquirido por la Universidad de Moscú y se transforma en un jardín botánico. 

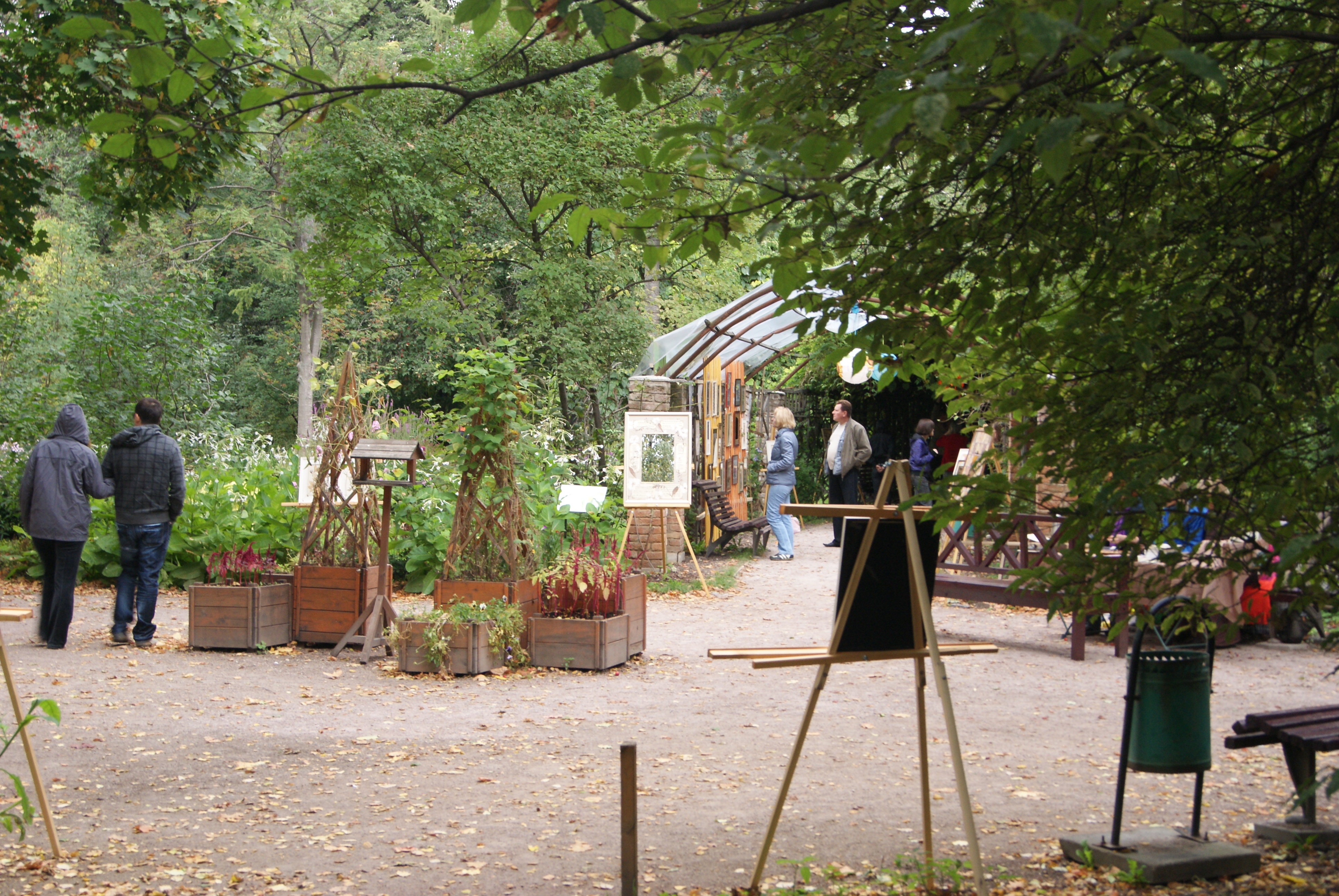
En el Jardín de los Boticarios de Moscú.

## Situación actual
En el jardín, se conserva algunas de las características del diseño del siglo XVIII, algunos árboles a 250 a 300 años de edad. Destacan el sauce blanco, que está considerado el árbol más antiguo en la parte central de Moscú, y el alerce, plantado, según la leyenda, por Pedro el Grande. 
La colección de plantas exóticas en invernaderos se creó en la segunda mitad del siglo XIX, y sus fondos provenían en parte de Górenki, el jardín botánico del conde Razumovski, y del Jardín Botánico creado por Demidov en las Colinas del Gorrión (en el Monasterio Donskoy). 
En el jardín botánico cuenta con un antiguo estanque junto a un castillo de arcilla, pérgola, caminos tanto rectos como sinuosos, puente de madera, invernaderos con plantas tropicales y subtropicales. En uno de los estanques se encuentran kois. 

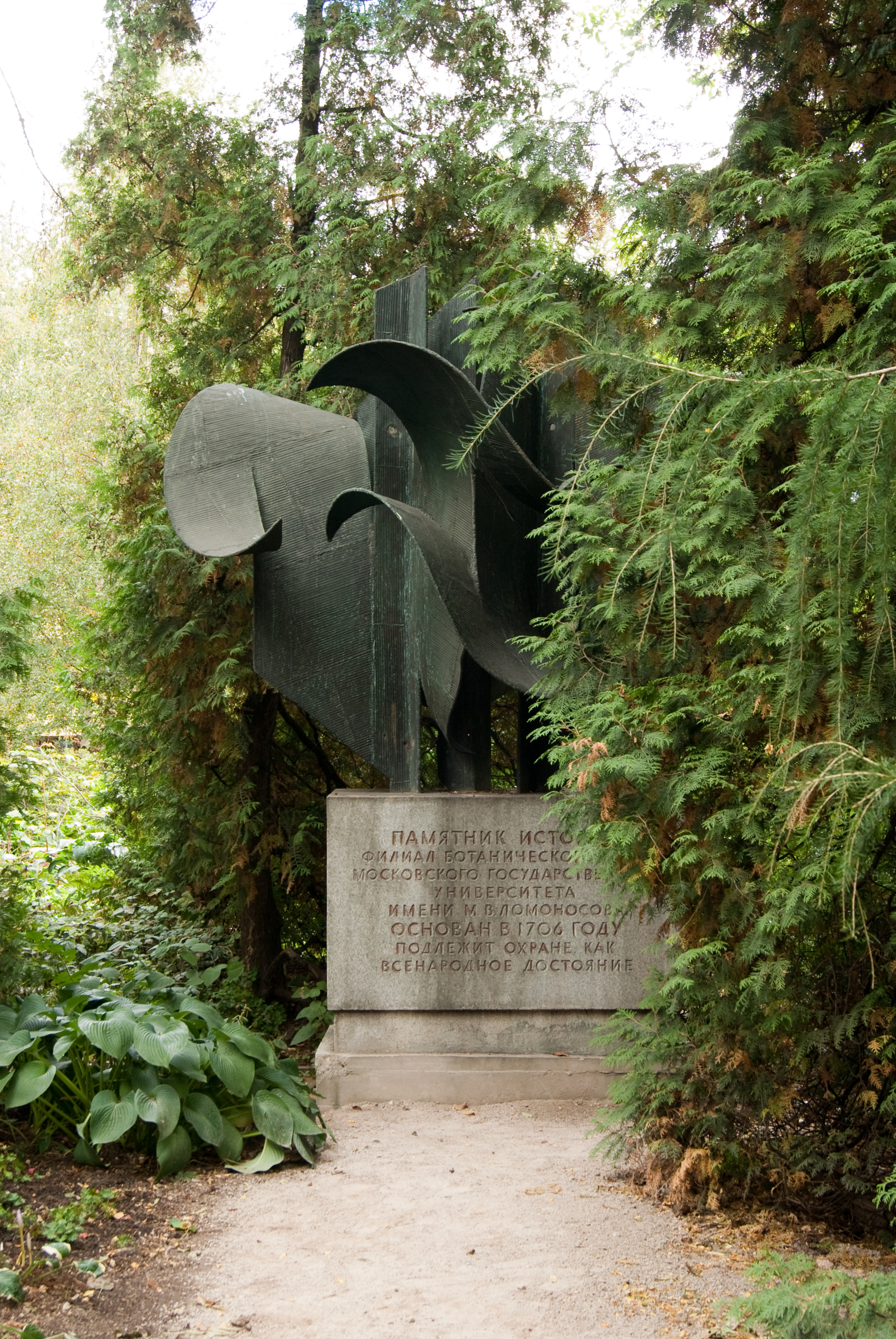
Rincón en el Jardín de los Boticarios de Moscú.

Entre las plantas de sus colecciones destacan:
- Árboles y arbustos
- Flora de Montañas,
- Plantas de uso por el hombre
- Colección sistemática de plantas
- Plantas ornamentales
- Plantas de frutos y de bayas
- Plantas de climas cálidos en los invernaderos

## Club de Amigos del Jardín de los Boticarios
En junio del 2010, se formó el club de los amigos de Jardín de los Boticarios "Sociedad Botánica de Voluntariado para los amantes de los Jardines Vivos" «Добровольное общество любителей ботаники Gardens Live».
« Gardens Live » (Jardines Vivos) es creado a imagen de las existentes en la comunidad internacional, tal como "Amigos del Real Jardín Botánico de Londres" (distrito de Kew, Londres, Reino Unido) o la "Sociedad de Amigos del Jardín Botánico de Denver" (Colorado, EE. UU.) Entre agosto y septiembre del 2010 « Gardens Live » acogió el primer festival de música en vivo al aire libre del Jardín de los Boticarios - "Botánica y Acústica".